# Renato Ruiz
Renato Ruiz (* 9. Juli 1981) ist ein brasilianischer Radrennfahrer.
Renato Ruiz wurde 2004 brasilianischer Meister im Straßenrennen. Außerdem gewann er eine Etappe bei der Volta de Santa Catarina und die beiden Eintagesrennen Volta Do ABC Paulista sowie Copa da Republica de Ciclismo. In den nächsten beiden Jahren gewann er jeweils eine Etappe bei der Volta do Paraná. 2007 war Ruiz beim Mannschaftszeitfahren der Vuelta a Sucre erfolgreich und wurde Dritter der Gesamtwertung. Seit 2010 fährt er für das brasilianische Professional Continental Team Scott-Marcondes Cesar-São José dos Campos.

## Erfolge
2004
- Brasilianischer Meister – Straßenrennen
- eine Etappe Volta de Santa Catarina

2005
- eine Etappe Volta do Paraná

2006
- eine Etappe Volta do Paraná

## Teams
- 2010 Scott-Marcondes Cesar-São José dos Campos

- 2013 Funvic Brasilinvest-São José dos Campos 1